# Epistulae morales ad Lucilium

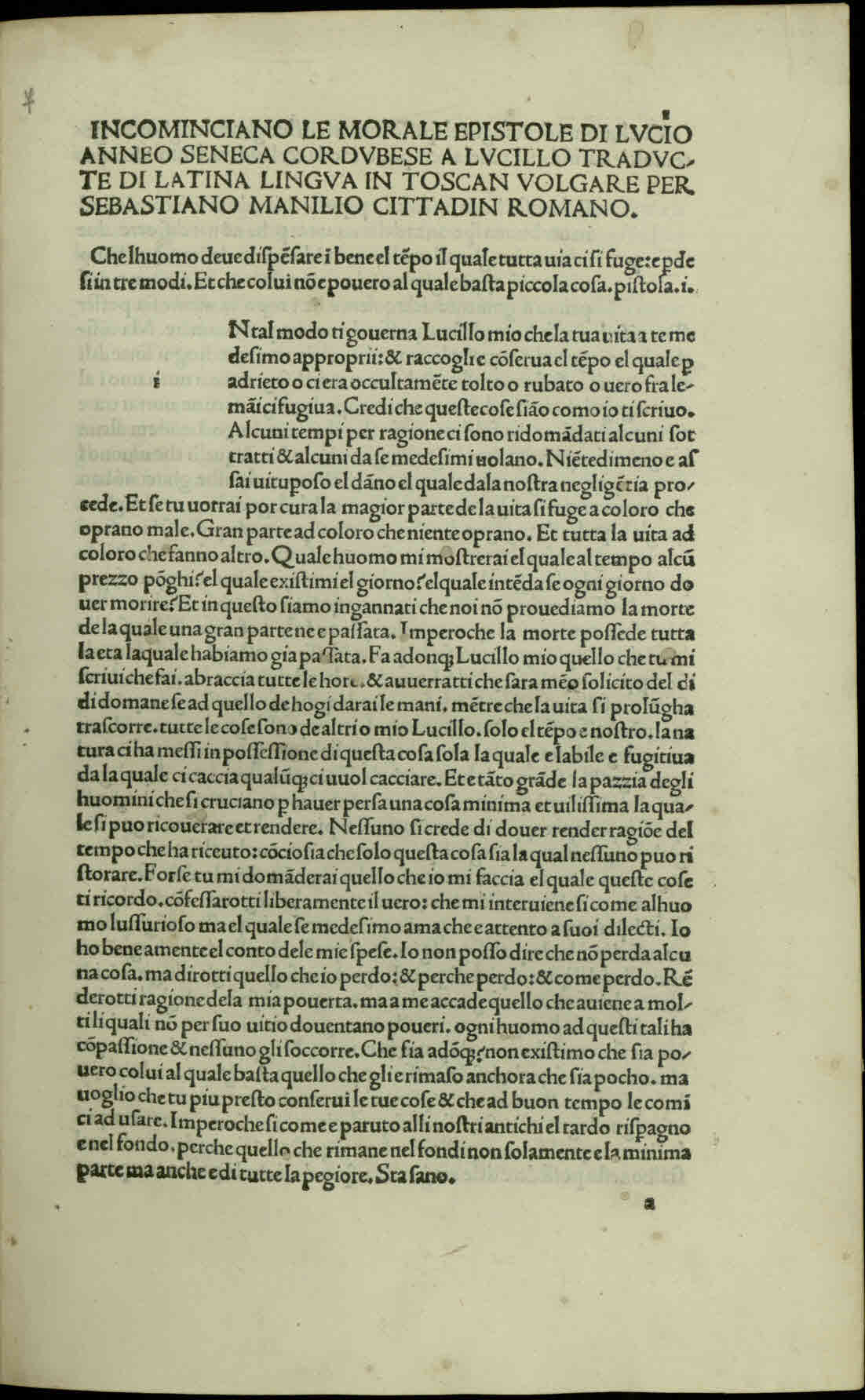
Epistolae ad Lucilium, 1494

Epistulae morales ad Lucilium és una col·lecció de cent vint-i-quatre cartes morals coneguda com a Cartes a Lucili, és una de les obres cabdals de Sèneca. Sèneca és un dels representants del corrent de l'estoïcisme tardà de l'època imperial romana, va traduir del grec i va escriure diversos tipus de texts fent que el llatí es convertís en la llengua dels filòsofs durant segles. La seva filosofia que s'inspira en la naturalesa, i que representa l'univers sencer en la seva perfecció, és concebuda com un consol i com un mitjà per aconseguir la plenitud del ben viure, és a dir, com a aspiració a la felicitat, caracteritzada per la pau, la consecució de la virtut i la tranquil·litat de l'esperit.

## Cartes a Lucili
Viure la vida
| « | Ens preocupem més de viure molt que de viure bé, i això que cadascú té a la seva mà viure bé, però ningú és l'amo de viure molt. Consumim la vida buscant els mitjans per viure. Observeu els individus, observeu l'espècie: tots tenen la vista posada en el demà. Què hi ha de dolent en això?, em direu. Un mal immens. Un no viu, es proposa viure i viure es deixa per més tard. | » |

Compartir
| « | Les més belles i saludables troballes deixarien de delectar-me si hagués de guardar-les per mi. Sense companyia, cap bé es posseeix a gust. No pots ser feliç quan vius sols per tu, quan tot ho fas pel teu propi interès. En veritat sols vius per tu quan vius per un altre. | » |

La igualtat humana
| « | Una ànima justa, honesta, elevada, no és sinó Déu mateix encarnat en el cos d'un home? I, tanmateix, aquesta pot ser la d'un llibert, la d'un esclau tant com la d'un senyor romà. Però, què és un senyor, un llibert, un esclau? Noms inventats per l'orgull d'uns per humiliar els altres. No existeix punt a la terra des d'el que un no pugui elevar-se cap a Déu. | » |

La moderació, font de la felicitat
"És propi d'una ànima gran menysprear el que és grandiós i preferir la moderació a la desmesura." (Llibre IV, epístola 39)

## Trets significatius
Els trets més significatius del pensament de Sèneca són:
- destacar la voluntat com a facultat ben diferenciada de l'enteniment
- la insistència en el caràcter pecador de l'home
- la seva oposició a l'esclavitud i la seva afirmació de la plena igualtat de tots els homes

El seu esperit estoic es pot resumir amb les seves pròpies paraules en una de les cartes a Lucil:
| « | Res no és suficient per a uns éssers que han de morir, millor dit, que ja estan morint, atès que cada dia ens trobem més a prop del darrer i totes les hores ens empenyen al dia en què hem de davallar. Mira que n'és, de cec, el nostre enteniment: allò que anomenem futur ja està succeint i una gran part d'aquest futur s'ha complert, d'acord amb els dies que hem viscut ja. Ens equivoquem, doncs, els qui temem el darrer dia, puix que cadascun d'ells ens porta igualment cap a la mort. Aquell darrer tram, en què davallem, no produeix la nostra caducitat, ans la posa de manifest: és el dia que arriba a la mort, però tots ens hi porten. La mort ens rep llavors, tot i que ens tenia condemnats des del principi. | » |